# أحمد حكمت
أحمد حكمت (بالبلغارية: Ахмед Хикмет)‏ هو لاعب كرة قدم بلغاري في مركز الوسط، ولد في 5 أكتوبر 1984 في شومن في بلغاريا. لعب مع نادي بيروي ستارا زاغورا ونادي سبارتاك فارنا ونادي شومن للمحترفين 2010.

## وصلات خارجية
- أحمد حكمت على موقع قاعدة بيانات كرة القدم.إي يو (الإنجليزية)
- أحمد حكمت على موقع Soccerway.com (الإنجليزية)